# Ribeirão da Serra
Ribeirão da Serra é um bairro rural (área urbana isolada) do município brasileiro de Sete Barras, no interior do estado de São Paulo.

## História

### Formação administrativa
- Decreto nº 19.772 de 28/09/1950 - Cria a 2.ª subdelegacia de polícia na localidade conhecida pela denominação de Ribeirão da Serra, no distrito de Sete Barras, município de Registro[3].
- Pedido para criação do distrito através de processo que deu entrada na Assembléia Legislativa do Estado de São Paulo no ano de 1988, mas como não atendia os requisitos necessários exigidos por lei para tal finalidade o processo foi arquivado.

## Geografia

### Demografia

#### População urbana
| Crescimento população urbana | Crescimento população urbana | Crescimento população urbana | Crescimento população urbana |
| Censo                        | Pop.                         |                              | %±                           |
| ---------------------------- | ---------------------------- | ---------------------------- | ---------------------------- |
| 1980                         | 247                          |                              | —                            |
| 1991                         | 503                          |                              | 103,6%                       |
| 2000                         | 399                          |                              | −20,7%                       |
| 2010                         | 311                          |                              | −22,1%                       |
| Fonte: IBGE e Fundação SEADE |                              |                              |                              |

Até o Censo 2010 (IBGE) Ribeirão da Serra era classificado pelo IBGE como área urbana isolada do distrito sede.

### Rodovias
O principal acesso ao bairro é a Rodovia Nequinho Fogaça (SP-139).

## Serviços públicos

### Saneamento
O serviço de abastecimento de água é feito pela Companhia de Saneamento Básico do Estado de São Paulo (SABESP).

### Energia
A responsável pelo abastecimento de energia elétrica é a Neoenergia Elektro, antiga CESP.

## Religião
O Cristianismo se faz presente no bairro da seguinte forma:

### Igreja Católica
- A igreja faz parte da Diocese de Registro[11].

### Igrejas Evangélicas
- Congregação Cristã no Brasil[12].